# Megacraspedus pentheres
Megacraspedus pentheres is een vlinder uit de familie tastermotten (Gelechiidae). De wetenschappelijke naam is voor het eerst geldig gepubliceerd in 1920 door Walsingham.
De soort komt voor in Europa.